# Barbet
De barbet is een hondenras dat afkomstig is uit Frankrijk.
Het is van origine een jachthond die gebruikt werd voor het apporteren van geschoten waterwild. Een andere benaming voor het ras is Franse Waterhond. Het dier heeft krullen over het gehele lichaam en een baard. Aan deze baard heeft het ras de naam Barbet te danken. De Barbet kent geen rui-perioden. De vacht moet een paar keer per jaar ingekort worden met schaar of tondeuse. Vandaag de dag is de Barbet vooral een prettige gezinshond die zeer gehecht is aan zijn familie. 
De Barbet was door de opkomst van moderne rassen bijna uitgestorven in de 20e eeuw. Sinds 2005 wordt het ras in Nederland gefokt. Door het prettige karakter groeit het ras onder liefhebbers. De Barbetclub vertegenwoordigt het ras in Nederland.

## Gebruik
De Barbet heeft een vriendelijk en schrander karakter. De hond is buitenshuis levendig en energiek. In huis gedraagt hij zich, eenmaal volwassen, rustig. Van origine is de Barbet gebruikt voor het apporteren van veerwild. Voelt u zich meer aangetrokken tot de hondensport 'Agility' of gehoorzaamheid dan zal de Barbet dit een wekelijks uitje vinden. Door hun grote connectie met mensen worden ze ook als hulphond gebruikt.

## Uiterlijk
Middelgrote hond. Een volwassen reu is 58-65 cm hoog, een volwassen teef 53-61 cm. Het heeft een niet-verharende vacht die in strengen valt, al dan niet gekruld. Alle kleuren zijn toegestaan. De meest voorkomende kleuren zijn zwart en bruin, met eventueel een witte aftekening. Blonde en zandkleurige barbetten komen minder vaak voor. Schaargebit.

## Opvoeding
De barbet is relatief makkelijk op te voeden doordat ze nauw met hun baas willen samenwerken. Ze zijn slim, te vaak een oefening herhalen werkt averechts. Een consequente vriendelijke opvoeding geeft het beste resultaat. 

## Galerie

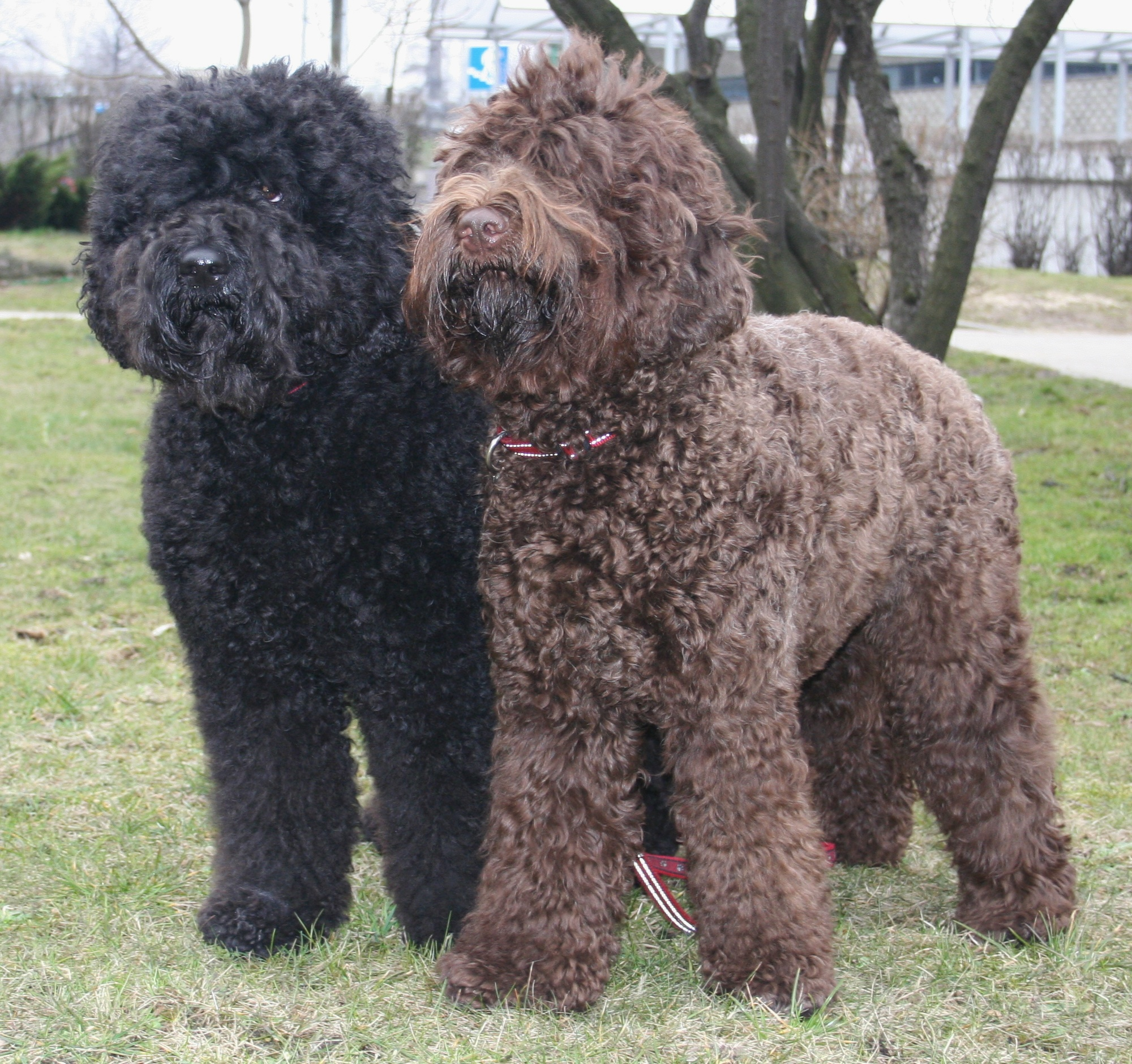
Een zwarte en een bruine Barbet
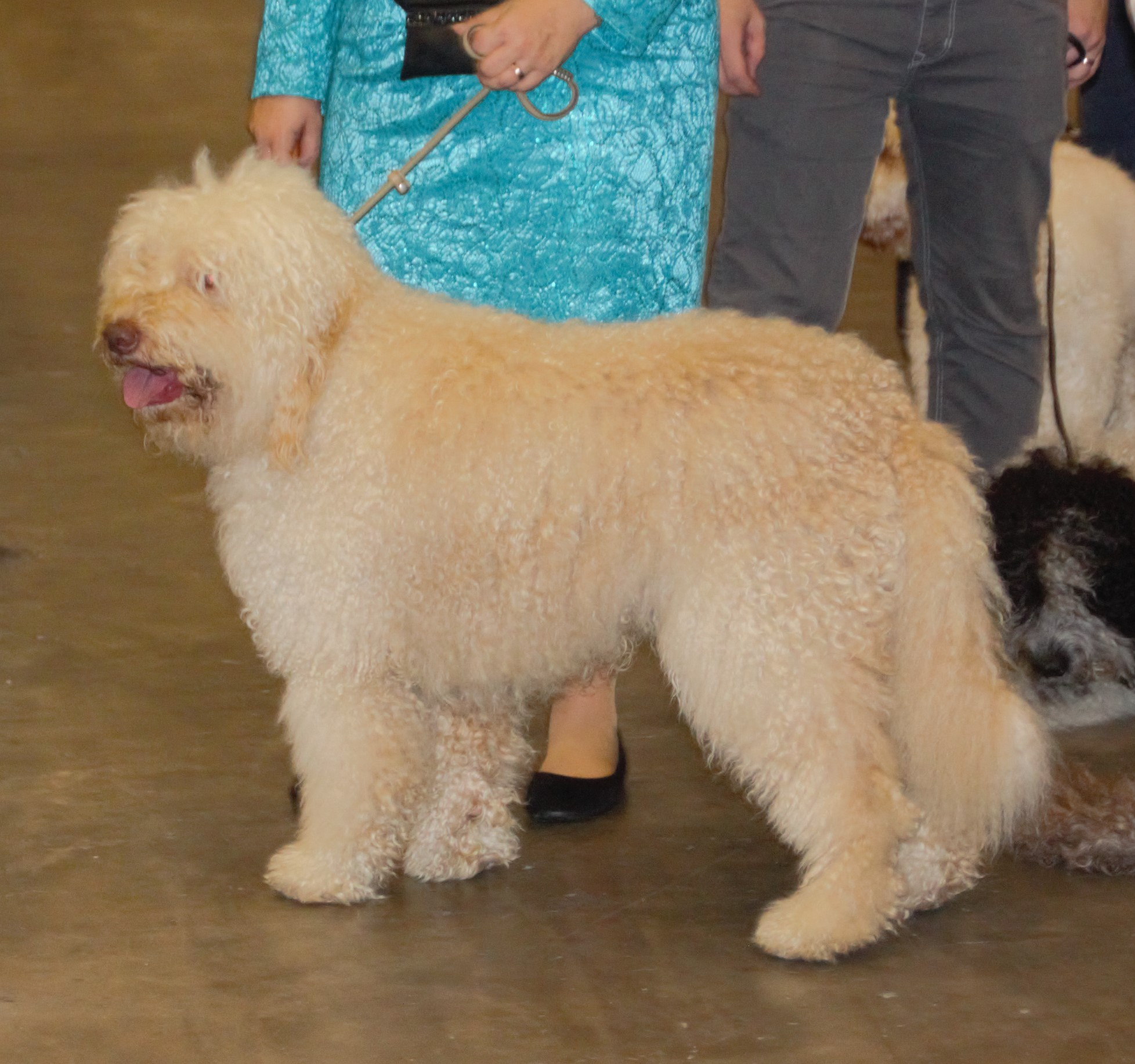
Een blonde Barbet
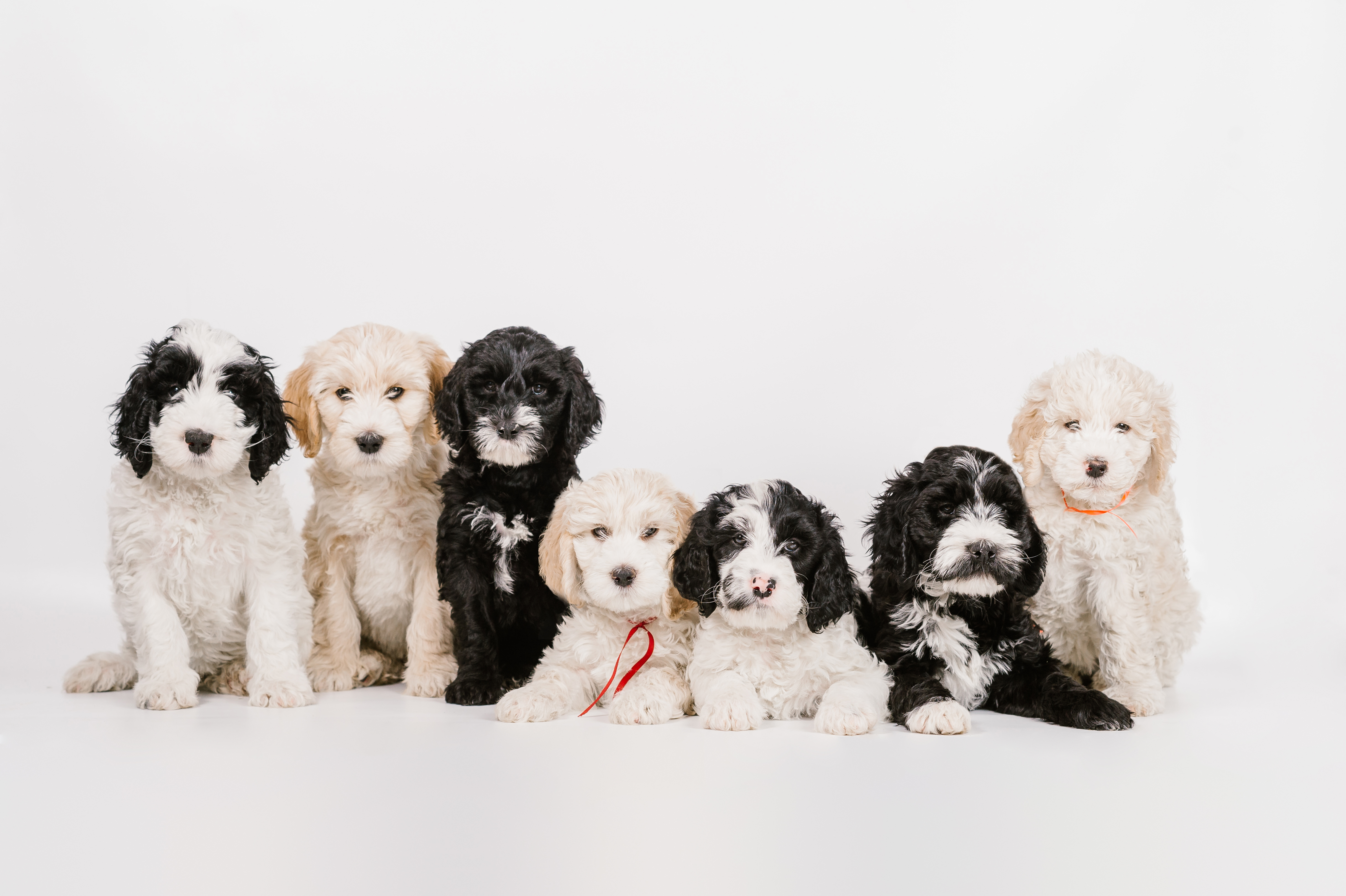
Barbet-puppy's